# Туринский острог
Туринский острог или Туринская крепость — исторические укрепления Туринска Свердловской области, одного из первых русских городов в Западной Сибири.
Туринский острог был основан в 1600 году тюменским головой Фёдором Яновым на месте Епанчина городка (Епанчина-Юрта), ранее принадлежавшего мансийскому мурзе Епанче. По указу царя Бориса Годунова следовало построить здесь крепкий опорный пункт в центре чересчур длинного перегона Верхотурье—Тюмень, по которому после прокладки Бабиновской дороги осуществлялось единственное официально разрешённое сообщение с Сибирью. Четырёхугольная крепость была поставлена на мысу у впадения реки Ялынки в Туру.
Стены острожного типа были срублены из сосны, первоначально у крепости имелось четыре башни. В 1601 году в Туринске была построена первая церковь во имя Бориса и Глеба. Кроме церкви в остроге размещались приказная и гостиные избы, дом воеводы с канцелярией, амбары для хлебных запасов и казны, караульный и винный погреба, а также тюрьма. Вскоре к югу от острога возник посад. В первые десятилетия существования острога обстановка в окрестных землях была неспокойная. Платившие ясак инородцы, подстрекаемые Кучумовичами, периодически бунтовали, в связи с чем Туринская крепость со временем совершенствовалась. В 1670-е годы была произведена перестройка крепостных укреплений, в результате чего увеличилось количество башен. Крепостные стены Туринского острога по периметру составляли около 771 м и имели девять башен. Южная стена была перестроена и срублена из городен.
В XVIII веке со смещением главного пути в Сибирь на юг значение Туринска снизилось. В 1705 году острог был вновь перестроен, став меньше и слабее прежней крепости. В 1750 году он сгорел в крупном пожаре. Туринск стал простым уездным городом Тобольской губернии.